# 2013年朝鲜核试验
2013年朝鲜核试验是朝鲜自2006年起的第三次核试验，2013年2月12日，朝鲜宣布成功进行了一次地下核试验，并称此次试验的是小型轻量的原子弹，彈頭材料則是首次裝填濃縮鈾，同时多国宣布检测到了可能与此相符的地震。对此，日本要求联合国安理会召开紧急会议，韩国提升了军队的警戒程度。此外，美国和日本还紧急出动飞机来确认辐射特征。

## 事件

### 地震信号

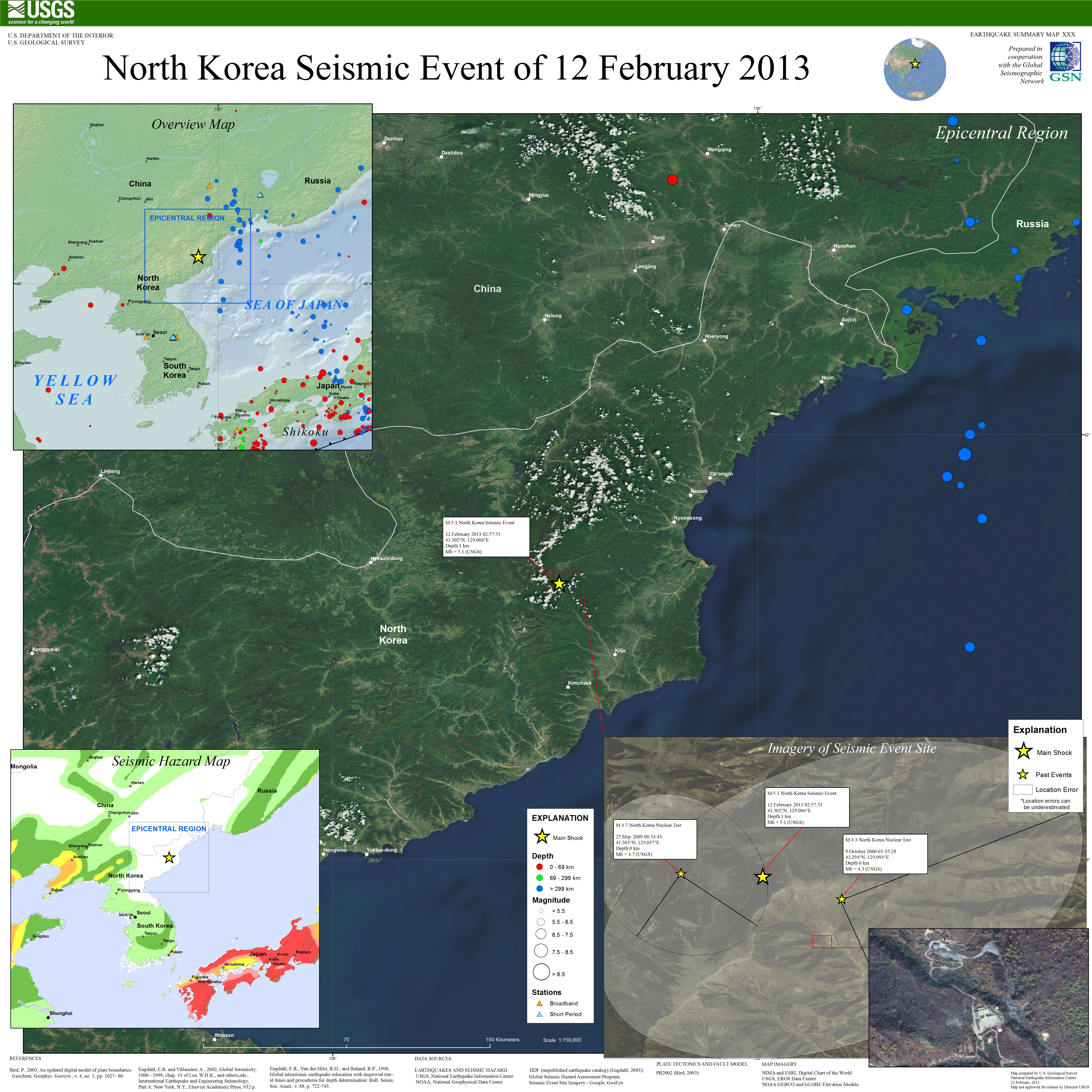
美国地质调查局的信息图

2013年2月12日，宣布朝鲜成功进行了一次地下核试验。在朝鲜官方宣布之前，美国地质调查局检测到朝鲜咸镜北道吉州郡丰溪里东北偏东23公里处发生了規模5.1地震，时间为韩国标准时上午11时57分（UTC+9），震源深度一公里。这个位置与朝鲜先前进行核试验的咸镜北道吉州郡万塔山（韓語：만탑산）非常临近。中国地震台网中心报告称检测到規模4.9地震，位置为北纬41.3°，东经129.0°，深度0公里，并认为可能由爆炸所引发。韩国国防部推测本次核试验的当量为六千至七千吨。不过有学者指出即使是4.9级的地震是应该换算成相等于两万吨的TNT当量，而非韩国推测的约六千至七千吨。而14日，德国联邦地球科学与自然资源研究院（BGR）发表监测数据称，朝鲜第三次核试验能量释放约为4万吨TNT当量，是1945年广岛原子弹爆炸力（1.3万吨TNT）的三倍多，远超前几个机构所预测的数值。
核试验发生时，中国吉林省延边朝鮮族自治州安图县、珲春市和长白山天池北区等地居民，普遍感到长达一分多钟的晃动。

### 核武器小型化
朝鲜官方表示，这次试验的是小型轻量的原子弹，是一次高水平且完美的核试验。韩国军方则认为，朝鲜之前的两次核试验使用的是钚，这次试验可能使用的是铀。韩国推测朝鲜之前开发的是重量4吨以上的原子弹，需要进一步小型化后才能导弹进行发射，由于这次核试验爆炸威力推测为上一次试验的三倍，显示朝鲜在此方面取得了进展，并不需要很长时间即可能完成小型核弹头的开发。

### 周边国家未检测到辐射异常
朝鲜在2月12日核试验后，周边国家即开始尝试采集放射性物质，不过中国、日本、韩国在14日分别发表公告，表示核辐射物水平未见异常，即没有检测到人工放射性元素。对此结果，有分析认为，若地下核试验设施的密封性良好，确实可以阻止任何放射性物质外泄，所以外界检测不到也属正常，而另一种观点则认为，此次人工地震可能只是数千吨黄色炸药所引起，而非核试验。

## 朝鲜态度
朝鲜称自己的核试验显示了远见和英明，核试验是为打击敌对的美国，并强调那些屈于美国压力放弃核计划国家如利比亚最后都是结局悲惨。有消息称，朝鲜已经通知中国，将会进行更多的核试验。

## 反应

### 国际组织
- 全面禁止核试验条约组织筹备委员会的执行秘书蒂博尔·托特说，此事件的位置与朝鲜2006年和2009年进行核试验的位置“大体一致”。[17]
- 联合国秘书长潘基文谴责本次试验，称这“明显而严重地违反”安理会的决议。[18]
- 国际原子能机构主席天野之弥称，朝鲜不顾国际社会警告进行核试验，让人深感遗憾，机构认为，朝鲜违反安理会相关决议。[19]
- 欧盟外交和安全政策高级代表阿什顿发表声明称，朝鲜进行核试验是对全球核不扩散机制的“公然挑战”以及对不从事核武器生产或实验这一国际义务的“完全违背”，欧盟再次敦促朝鲜以一种“完全的、可验证的和不可逆的”方式放弃核武器项目。[20]
- 北大西洋公约组织理事会发表声明称，朝鲜“对于大规模杀伤性武器的追求”，令其无视联合国安理会的权威，“这种不负责任的行为，连同其12月进行的导弹发射，对国际和地区和平、安全和稳定构成严重威胁”。北约敦促朝鲜立即停止此类“挑衅的行动”。[20]

### 国际社会
- 总理茱莉雅·吉拉德说：“澳大利亚政府以最强烈的的措辞谴责朝鲜进行的核试验。”[21]
- 保加利亚外交部发言人Vesela Cherneva对核试验表示强烈谴责，称它“公然违反了联合国安理会1718号、1874号和2087号决议以及与国际原子能机构的保障监督协定。”[22]
- 加拿大外交部长约翰·贝尔德在声明中说：“朝鲜政权再次罔顾全球希望。这个核试验（朝鲜的第三次核试验）是一种挑衅，构成对地区和平与安全的严重威胁。”[23]
- 中国外交部对朝鲜核试验表示坚决反对。[24]外长杨洁篪召见朝鲜驻华大使池在龙，就朝鲜第三次核试向朝方提出严正交涉。[25]
- 芬兰外交部长埃尔基·图奥米奥亚声明：“芬兰反对本次核试验，并完全同意联合国安理会1718号、1874号和2087号决议以及国际原子能机构的保障监督协定。芬兰督促朝鲜与包括国际原子能机构在内的国际社会合作，并在六方会谈框架内进行对话。”[26]
- 法國总统奥朗德对朝鲜核试验进行了强烈谴责，并说他会与其他联合国安理会成员国一起作出坚决的回应。[27]
- 德国外长威斯特威勒强烈谴责朝鲜核试验，认为国际社会应考虑进一步制裁朝鲜。[28]
- 印度外交部发言人赛义德·阿克巴鲁定要求朝鲜“避免作出对地区和平和稳定产生不利影响的行为”。[29]
- 伊朗外交部发言人拉明·迈赫曼帕拉斯特在核试验后说所有的核武器都应被销毁。[30]
- 爱尔兰副总理和外交部长埃蒙·吉尔摩以“最强烈的的措辞”谴责朝鲜的核试验，并说核试验“威胁朝鲜半岛的和平与稳定”。他要求朝鲜重新回到六方会谈，并说“平壤政府必须意识到今天行为是鲁莽和挑衅的，只会使它被国际社会进一步孤立”。[31]
- 義大利外交部长朱利奥·泰尔齐强烈谴责道，核试验威胁地区稳定和全球安全。他补充说，意大利将与联合国一道采取措施反对朝鲜的核武器计划。[32]
- 日本首相安倍晋三就朝鲜核试验向朝鲜提出严重抗议。[33]安倍晋三要求联合国安理会召开紧急会议，会议将于美国东部时间2月12日早上9点举行。[34]日本共同社报道，日本防卫省派出飞机紧急起飞，以侦查辐射影响。[35]根据NHK报道，日本政府正在东京举行国家安全会议。[36]日本首相安倍晋三2月12日当天宣布了一项对朝制裁措施——扩大禁止朝鲜人总联合会干部再入日本国境的对象范围。[37]并且在13日日本的神奈川县和埼玉县两县取消了对朝鲜学校的补助金。[38]
- 总统李明博和候任总统朴槿惠对朝鲜核试验表示谴责。[39]朴槿惠对朝鲜发出了自己迄今为止最严厉的批评，警告该国追求拥有核武器的行径将导致其政权“自我毁灭”,而在此之前她一则直十分谨慎，不去批评朝鲜。[40]同时，韩国军方提高了警戒程度。[41]
- 墨西哥外交部秘书处谴责朝鲜的核试验，并认为“（它）与国际社会促进对话、互信和合作的努力背道而驰”。[42]
- 巴基斯坦外交部在一份官方新闻中谴责朝鲜核试验，并声明“巴基斯坦对朝鲜政府进行地下核试验感到遗憾”。[43]在简短的官方新闻发布会上，巴基斯坦表示，它支持各方在1994年同意的关于朝鲜半岛无核化的框架协议，并重申支持六方会谈进程。”[43]
- 菲律賓外交部发表声明：“菲律宾谴责朝鲜进行的核试验。”它还补充说“朝鲜进行的核试验违反了联合国安理会1718号（2006年）、1874号（2006年）和2087号（2009年）决议，这些决议要求朝鲜不得再进行核试验”。[44]
- 羅馬尼亞外交部对核试验作出了迅速回应。罗马尼亚表示“坚决谴责”，并呼吁朝鲜再次加入不扩散核武器条约。此外，罗马尼亚对有关朝鲜政府不愿合作并遵守国际原子能机构和联合国安理会决议表示关切。[45]
- 俄羅斯“果断谴责”本次核试验，并称这违反了朝鲜的国际义务。[46]同时，俄罗斯认为朝鲜核试验不应成该地区军事活动增加借口。[47]
- 南非外交部长Maite Nkoana-Mashabane说：“南非认为地区和平与安全的先决条件是，朝鲜可供查证地向国际社会证明它已经永久而完全地销毁所有核武器，并以此作为建立信任的措施。南非继续督促各方避免采取可能加剧该地区的动荡局势的行动。”[48]
- 土耳其外交部表示土耳其对朝鲜进行地下核试验表示严重关切。这项发展显然违反了联合国安理会1718号、1874号和2087号决议。安卡拉也表示，这次核试验威胁国际和平与安全，并表示强烈谴责。[49]
- 英国外交大臣威廉·黑格说：“朝鲜核武器和弹道导弹的发展对国际和地区安全造成了威胁。它重复性地挑衅只会加剧地区紧张局势，阻碍朝鲜半岛持久和平的的前景”。[50]
- 美国总统贝拉克·奥巴马说本次核试验是“高度挑衅性”的，它会“破坏地区稳定”。[51]他发誓行动以维护美国及其盟友的利益。[52]美国派出装有传感器的飞机，以确定试验的核武器是钚弹还是铀弹。[53]

## 後續發展

### 聯合國安理會第2094號決議
2013年3月7日，聯合國安理會一致通過第2094號決議，嚴詞譴責北韓進行第三次核子試爆，並加強和擴展了對北韓的多項制裁措施，包括禁止遊艇、名車、珠寶等奢侈品進口北韓，要求各國對懷疑運載違禁品到北韓的飛機實施禁飛，並加強監視北韓外交人員的非法活動，限制非法金融交易及切斷用作武器發展的資金轉移等。
在決議通過後，北韓宣布廢除與南韓締結的互不侵犯協定，並切斷與南韓在板門店設立的熱線。北韓強調若絲毫領土、領海與領空受侵襲，北韓將「毫不留情地展開報復性打擊」。 